# La Marseillaise 1983
De 4e editie van de La Marseillaise werd gehouden op 7 februari 1983 in Frankrijk. De wielerwedstrijd ging over 128 kilometer en werd gewonnen door de Nederlander Jan Raas gevolgd door Cees Priem en Erich Mächler.

## Uitslag
| La Marseillaise 1983 |                     |                     |          |
| Plaats               | Naam                | Ploeg               | Tijd     |
| Winnaar              | Jan Raas            | TI-Raleigh          | 3u09'00" |
| 2                    | Cees Priem          | TI-Raleigh          | +43"     |
| 3                    | Erich Mächler       | Cilo-Aufina         | z.t.     |
| 4                    | Leo van Vliet       | TI-Raleigh          | +2'05"   |
| 5                    | Bert Oosterbosch    | TI-Raleigh          | +2'12"   |
| 6                    | Kim Andersen        | Coop-Mercier-Mavic  | +2'34"   |
| 7                    | Jacques Hanegraaf   | TI-Raleigh          | z.t.     |
| 8                    | Éric Bonnet         | Wolber-Spidel       | z.t.     |
| 9                    | Alain Bizet         | Fangio-Tonissteiner | z.t.     |
| 10                   | Johan van der Velde | TI-Raleigh          | z.t.     |

1980 · 1981 · 1982 · 1983 · 1984 · 1985 · 1986 · 1987 · 1988 · 1989 · 1990 · 1991 · 1992 · 1993 · 1994 · 1995 · 1996 · 1997 · 1998 · 1999 · 2000 · 2001 · 2002 · 2003 · 2004 · 2005 · 2006 · 2007 · 2008 · 2009 · 2010 · 2011 · 2012 · 2013 · 2014 · 2015 · 2016 · 2017 · 2018 · 2019 · 2020 · 2021 · 2022 · 2023 · 2024 · 2025